# Samuel Bachmann (Fabrikant)
Samuel Bachmann (* 21. Dezember 1821 in Kriegshaber; † 23. Dezember 1907) war ein deutscher jüdischer Unternehmer, der in Sonthofen und Augsburg wirkte.

## Leben

### Herkunft
Bachmann war Sohn des Großhändlers Seligmann Bachmann und dessen Ehefrau Johanna.

### Karriere
Im Jahre 1858 pachtete er in Sonthofen Räumlichkeiten der Fuchsmühle bei Berghofen als kleine Handweberei und nutzte zur Energiegewinnung die Wasserkraft der Ostrach. Ein paar Jahre später kaufte er mit seinem Bruder David Bachmann die Galgenmühle und errichtete dort die „Mechanische Weberei, Zweigwerk Sonthofen“. Aufgrund hoher Schulden wechselten beide Unternehmen mehrmals die Besitzer und ihre Namen. Später wurde er der erste jüdische Gemeindebevollmächtigte in Augsburg.
Ihm zu Ehren wurden in Sonthofen die „Samuel-Bachmann-Straße“, das Einkaufszentrum „Sam-Ba-Park“ und das „Samuel-Bachmann-Park“-Gewerbegebiet nach ihm benannt.

### Familie
Bachmann heiratete am 15. Juli 1851 Gretchen (Margarete) Strauss (1831–1913) und bekam mit ihr mindestens zwei Kinder:
- Hermine Bing (?–?) ⚭ Berthold Bing (1847–1915), deutscher Politiker und Hopfenhändler
- Mathilde Heymann (1852–1909) ⚭ Julius Heymann (1840–1904)